# George Mosse
George Mosse (1918-1999) va ser un historiador especialitzat en temes de racisme, nazisme i minories. De família intel·lectual alemanya, va traslladar-se als Estats Units per fugir de l'antisemitisme, i allà va exercir la seva carrera universitària. En les seves obres analitza com quallen en el poble idees mítiques o pseudocientífiques que dibuixen estereotips, identitats nacionals o sentiments de pertinença que poden acabar desembocant en discriminació i violència. La cultura, per a ell, no és solament el canon sinó també aquesta massa d'idees que configura la manera de pensar de cada època i explica els moviments de masses. La seva recerca va merèixer diversos doctorats honoris causa i una Goethe-Medaille.

## Obres més destacades
- The Holy Pretence: A Study in Christianity and Reason of State from William Perkins to John Winthrop, 1957.
- The Culture of Western Europe: The Nineteenth and Twentieth Centuries. An Introduction, 1961.
- The Crisis of German Ideology: Intellectual Origins of the Third Reich, 1964
- Nazi Culture: Intellectual, Cultural and Social Life in the Third Reich, 1966
- Historians in Politics, 1974
- Jews and Non-Jews in Eastern Europe, 1918-1945, 1974
- International Fascism: New Thoughts and New Approaches, 1979
- Nationalism and Sexuality: Respectability and Abnormal Sexuality in Modern Europe, 1985.
- The Image of Man: The Creation of Modern Masculinity, 1996